# Conspectus Regni Vegetabilis
Conspectus Regni Vegetabilis (abreviado Consp. Regn. Veg.) es un libro con ilustraciones y descripciones botánicas que fue escrito por el naturalista, zoólogo, botánico y ornitólogo alemán Ludwig Reichenbach y publicado en Leipzig en el año 1828 (1829) con el nombre de Conspectus Regni Vegetabilis per gradus naturales evoluti. Lipsiae.